# Sweep
Sweep – edytor audio przeznaczony dla systemów Linux i BSD. Obsługuje wiele formatów dźwiękowych, między innymi MP3, WAV oraz Ogg Vorbis. Jest to program dostępny na licencji GNU General Public License.